# Masterpiece (Lichtenstein)
Masterpiece est un tableau du peintre américain Roy Lichtenstein réalisé en 1962. Cette peinture à l'huile relevant du pop art représente à la manière d'une case de bande dessinée une femme complimentant un homme qu'elle appelle Brad pour une œuvre d'art qu'elle juge réussie. Inscrites en langue anglaise dans un phylactère qui domine la scène, les paroles laudatives prédisent en outre à l'artiste, qui apparaît de profil et demeure manifestement silencieux, un grand succès à New York. Masterpiece fait partie de la collection privée de Steven A. Cohen, lequel l'a acheté à Agnes Gund en 2017.